# Movimiento por el transporte alternativo

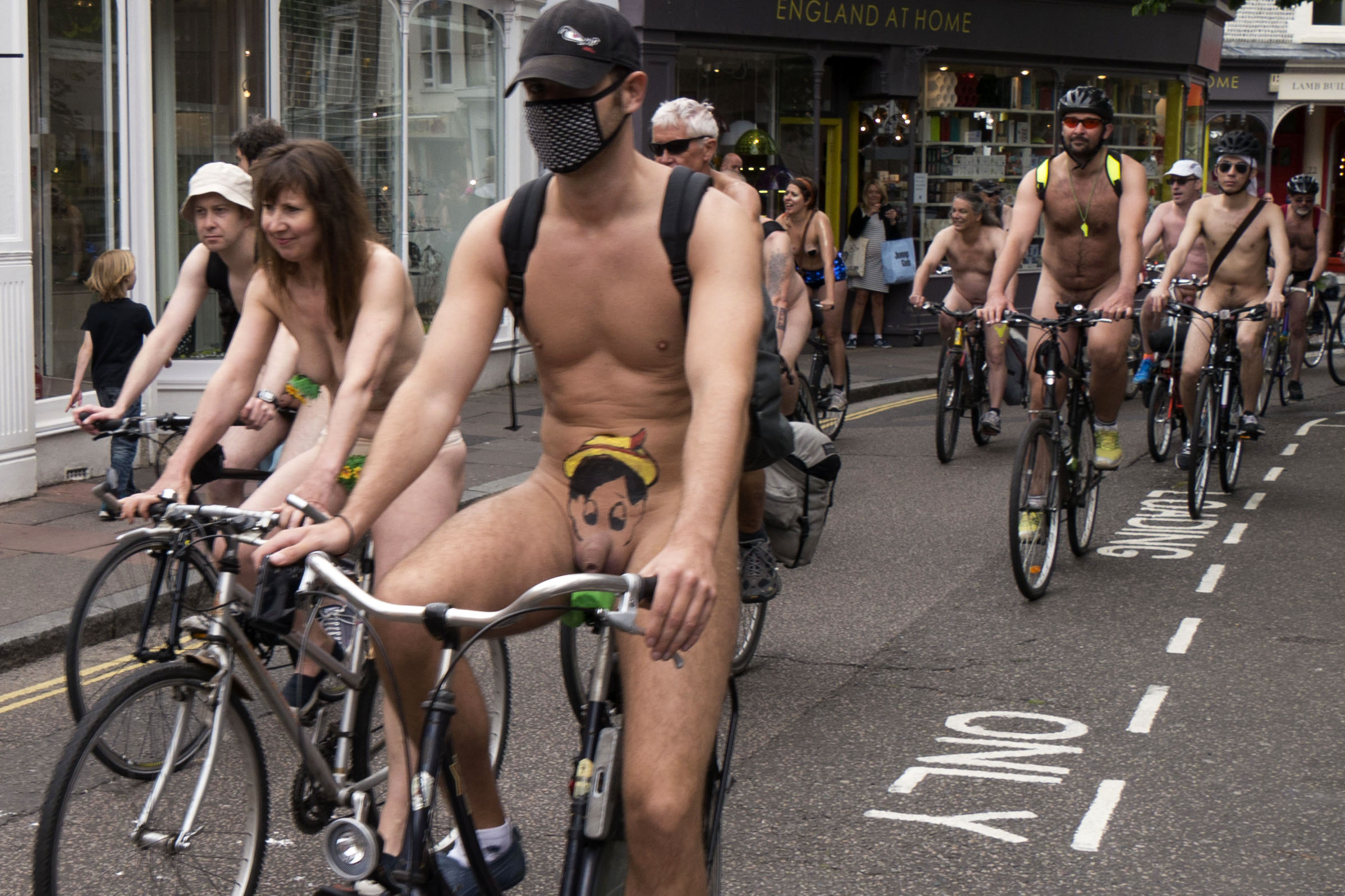
La cicletada nudista Brighton Naked Bike Ride se celebra cada año en la ciudad inglesa de Brighton para manifestarse a favor del uso de la bicleta, exponiendo a través de la desnudez la vulnerabilidad de los ciclistas frente a la «cultura automovilística»

El movimiento por el transporte altenativo hace referencia a un conjunto de diferentes movimientos sociales entrelazados entre sí, que promueven la movilidad sostenible, teniendo en común estar en favor de la ecología y el cuidado al medio ambiente, promoviendo el no uso de vehículos empleados como medios de transporte y que contaminan como resultado de la combustión para propulsarse, fomentando así la propulsión alternativa de los vehículos de cero emisiones, reduciendo de este modo las influencias antropogénicas en el impacto ambiental, priorizando la tracción humana y los vehículos de combustible alternativo, los cuales utilizan energías renovables, provocando así un efecto de neutralidad de carbono. Este movimiento surgido como tal y popularizado en un comienzo en Europa y Estados Unidos desde comienzos del siglo XXI, en la actualidad, ha tenido una buena acogida por grupos ambientalistas, expandiéndose por todos los países del mundo. A nivel de organismos internacionales, el programa de Objetivos de Desarrollo Sostenible de Naciones Unidas, contempla e insta a los países al desarrollo de políticas de movilidad de acuerdo al desarrollo sustentable.

## Transporte terrestre
Movimientos de ciclistas, en especial los que fomentan el ciclismo urbano, han incorporado las ideas ambientalistas y en favor de la ecología. Del mismo modo y para recorrer mayores distancias, debido a la extensa red ferroviaria europea, en especial las que usan trenes eléctricos, han promovido campañas ecologistas para dejar de usar los aviones, con el fin de que las personas usen más este medio de transporte que otros que consumen combustibles que emiten CO2 a la atmósfera terrestre. La Manifestación Ciclonudista Mundial busca crear conciencia sobre los beneficios de usar este medio de transporte, además de visibilizar las problemáticas en seguridad vial en los cuales se ven enfrentados. Asimismo, la aparición de vehículos eléctricos en el transporte público urbano, tales como tranvías, metros, autobuses y automóviles usados como taxis, en especial para quienes se desplazan en solitario, al considerar un gasto innecesario de energía si una sola persona viaja en un vehículo privado, promoviendo al mismo tiempo un transporte compartido.

## Transporte aéreo
Como resultado de los impactos ambientales de la aviación, en 2008 apareció en Suecia el movimiento «vergüenza de volar», que busca la disminución de vuelos mientras los aviones usen combustibles fósiles. 

## Transporte marítimo
Han emergido movimientos en favor del uso de transporte marítimo propulsados por el viento y otros métodos que no contaminen. En 2019 fue mediático  el viaje realizado por la activista sueca Greta Thunberg, quien viajó en un velero junto a su padre desde Europa hasta Nueva York, Estados Unidos, para luego dirigirse hacia Chile, donde pretendía asistir a la cumbre de la COP25 celebrada inicialmente en Santiago; sin embargo, ella tuvo que cambiar la ruta para dirigirse hasta Madrid, España, debido al cambio de sede del evento producto de las protestas en Chile de ese año.
En la misma línea, la Organización Marítima Internacional (OMI), propuso como el lema marítimo del año 2020, «Un transporte marítimo sostenible para un planeta sostenible».